# Clive Clark
Clive Clark (Leeds, 12 dicembre 1940 – 1º maggio 2014) è stato un calciatore inglese, di ruolo attaccante.

## Carriera
Dopo aver giocato nelle giovanili del Leeds Utd, ed aver trascorso una stagione aggregato alla prima squadra del club (con cui non riesce però ad esordire in partite ufficiali), dal 1958 al 1960 gioca nella terza divisione inglese con il QPR, per un totale di 58 presenze e 7 reti in incontri di campionato con gli Hoops. Nell'estate del 1960, all'età di 20 anni, viene acquistato dal West Bromwich, club di prima divisione, con il quale giocherà poi per tutto il decennio successivo: in particolare, nella sua prima stagione in squadra segna un gol in 15 partite di campionato, mentre già dall'anno seguente si guadagna un posto da titolare (39 presenze e 4 reti), che mantiene poi anche nella stagione 1962-1963 (36 presenze e 5 reti). I suoi anni migliori a livello individuale sono tuttavia quelli del quadriennio 1963-1967: nella stagione 1963-1964 gioca infatti tutte e 42 le partite di campionato e segna 17 gol, mentre nei due anni seguenti continua a segnare in gol in doppia cifra (11 e 10 reti rispettivamente, in rispettive 38 e 37 presenze), vincendo tra l'altro la Coppa di Lega nella stagione 1965-1966. Nella stagione 1966-1967 gioca nuovamente tutte e 42 le partite di campionato e va a segno 19 volte (suo record in carriera in un singolo campionato, a prescindere dalla categoria), segnando in più anche una rete in 4 presenze in Coppa delle Fiere. Nella stagione 1967-1968 va poi nuovamente in doppia cifra di reti (12, in 34 presenze) in campionato) e soprattutto vince la FA Cup, successo grazie al quale nella stagione 1968-1969 gioca poi 3 partite in Coppa delle Coppe, a cui aggiunge 18 partite e 2 gol in campionato, che sono le sue ultime presenze sia al West Bromwich che in generale in prima divisione, categoria in cui ha totalizzato quindi complessivamente 80 reti in 301 presenze (tutte in un unico club).
Nell'estate del 1969 viene ceduto ai Queens Park Rangers, a cui torna quindi quasi un decennio dopo la cessione al West Bromwich: la sua seconda parentesi nel club, che nel frattempo era stato promosso in seconda divisione, dura tuttavia solamente 8 partite (con un gol), perché nel gennaio del 1970 viene ceduto al Preston N.E., in terza divisione: con i Lilywhites successivamente vince la Third Division 1970-1971, per poi giocare in seconda divisione dal 1971 al 1973, per un bilancio totale di 72 presenze e 9 reti in incontri di campionato con il club del Lancashire. Infine, nella stagione1973-1974, la sua ultima in carriera, gioca prima 8 partite nella quarta divisione inglese con il Southport (con cui segna anche un gol) e poi 8 partite nella NASL con i Washington Diplomats.
In carriera ha totalizzato complessivamente 447 presenze e 98 reti nei campionati della Football League.

## Palmarès

### Club

#### Competizioni nazionali
- Coppa d'Inghilterra: 1

West Bromwich: 1967-1968
- Coppa di Lega inglese: 1

West Bromwich: 1965-1966
- Third Division: 1

Preston: 1970-1971